# Іккаку Мадараме
Іккаку Мадараме — персонаж аніме та манги «Бліч», створений Тайто Кубо і є лейтенантом 11-го загону, капітан якого Кенпачі Заракі.

## Зовнішність
Ікаку - високий, худий молодий чоловік спортивної статури з лисою головою. Насправді, багато Шинігамі, зокрема з 11-го загону, такі як Ячіру Кусаджіші, називають його "кеглею для боулінгу", "хромованим куполом". Лиса голова Ікаку дуже сильно відбиває сонце, через що члени 8-го і 11-го відділів сильно насміхаються з нього. У нього є ще певна відмінність - червоне маркування на зовнішньому куті ока. Також на його тілі є вертикальний шрам на лівому боці грудей, який подарував йому Ічіго Куросакі під час бою. Він носить стандартний вигляд Шинігамі, за винятком табі з його сандалями.

## Історія
Ікаку - мешканець Руконгая. Колись він познайомився з Аясегава Юмічікою, і вони стали друзями. Разом вони подорожували від селища до селища, шукаючи суперників для Ікаку. Пізніше вони зустріли Заракі Кенпачі та Ячіру Кусаджіші, перш ніж вони приєдналися до Сейрейтей. Ячіру попередила Ікаку, що гратися з Заракі, коли він був в гарному настрої, було поганою ідеєю, але Ікаку не взяв попередження до уваги. Коли він опинився лицем до лиця з Заракі, він відразу був наляканий його духовною силою, але був щасливий, що нарешті у нього є суперник, здатний призначити йому справжні труднощі. Заракі атакував досить сильно, щоб під Ікаку утворився кратер в землі, що трошки зтурбувало Юмічіку. Заракі був настільки потужний, що Ікаку був змушений захищатися, тільки так витримавши серію ударів Заракі. Ікаку продовжував боротьбу, намагаючись стиснути Заракі, хоча він не міг його перемогти, бувши повністю пораненим, тоді як Кенпачі залишався неушкодженим. Коли Заракі насолодився, він вирішив прикінчити Ікаку одним швидким ударом, в результаті чого Ікаку програв бій. Ікаку був розлючений тим, що Заракі відходить, не вбивши його. Заракі ж відповів, що він не зацікавлений у слабаках, які не можуть боротися. Він зауважив, що він не мав жодних зобов'язань вбивати Ікаку. Ікаку вирішив, що той глузує і вимагав, щоб Заракі вбив його. Заракі вибухнув, взяв Ікаку за грудки і запитав його, чому, якщо він так любить боротися, він просить про смерть. Заракі пояснив свою думку щодо таких людей, як вони обидва. "Визнавати своє поразку і шукати смерть - це дурість, але просто вмерти спочатку, а потім визнати поразку. І якщо ти програв, але не помер, значить, тобі пощастило. У такому випадку потрібно вижити. Вижити і думати тільки про вбивство того, хто не зміг тебе вбити". Потім Заракі посміхнувся йому і заявив, що збирався вбити Ікаку, але просто йому пощастило уникнути смерті. Він пояснив Іккаку, що той повинен вижити і повернутися, щоб вбити Заракі. Як тільки Заракі збирався йти, Ікаку запитав його ім'я і почув — Заракі Кенпачі.

## Події та битви
- Ічіго Куросакі проти Іккаку - поразка
- Іккаку Мадараме проти Едрада Ліонеса - перемога.
- Іккаку Мадараме і Саджін Комамура проти Чхвенена По - Поразка
- Іккаку Мадараме проти Хозукімару - Нічия
- Готей 13[2] проти клану Касуміоджі - Перемога

## Характер
Іккаку - типовий представник свого загону: вибухливий, закоханий у битви і грубий. Це було відзначено Тецузаємоном Ібою зокрема. Він настільки любить битви, що не хоче подорожувати куди-небудь без меча, іноді використовував дерев'яний меч, коли він прикидався учнем в школі Ічіго Куросакі. Іккаку соромиться своєї лисини настільки, що часто стверджує, що його голова "оголена", хоча це очевидно що не так. Він погрожує кожному, хто вказує на це.
Іккаку має багато спільних рис особистості з капітаном свого загону, Кенпачі Заракі, що пояснює, чому у них такий великий взаємний інтерес. Як і Кенпачі, Іккаку вважає бій веселим і намагається отримати якнайбільше задоволення, навіть готовий прийняти смертельний ризик, щоб продовжити бій якнайдовше. Він також ділиться з Кенпачі схильністю обмежувати свої навички, щоб бій тривав якнайдовше (в його випадку, використовуючи свій банкай або навіть шікай як останній засіб проти своїх опонентів). Іккаку навіть постійно посміхається, як і Кенпачі, беручи участь в бою зі страшним суперником.
Як і всі члени 11 відділення, він вважає єдиними гідними ті бої, які ведуться один на один. Навіть загроза смерті не є вагомим аргументом для ігнорування цього факту, оскільки він вважає, що переможець повинен визначити, коли інші помруть. У своєму бою проти аранкара Чхве Нон По, Іккаку програвав, але відмовився здаватися. Тим не менш, у Іккаку є відчуття лояльності і відповідальності, на відміну від багатьох інших членів 11 відділення з меншим рейтингом, і вірність своєму капітану, під командуванням якого він хоче померти. Він розглядає виживших, як втрату свого бойового щастя, як навчив його капітан, а також вважає за розумне носити з собою мазь, яка зупиняє кров, в рукоятці свого занпакто.